# Лелия краснеющая
Лелия краснеющая (лат. Laelia rubescens) — многолетнее трявянистое растение семейства Орхидные, или Ятрышниковые (Orchidaceae).
Вид не имеет устоявшегося русского названия, в русскоязычных источниках чаще используется научное название Laelia rubescens.
Английское название — Rosy Tinted Laelia. 

Мексиканское название — «Guarita».

## Синонимы
- Amalia rubescens (Lindl.) Heynh., 1846
- Cattleya rubescens (Lindl.) Beer, 1854
- Bletia rubescens (Lindl.) Rchb.f. in W.G.Walpers, 1862
- Laelia acuminata Lindl., 1841
- Laelia peduncularis Lindl., 1842
- Amalia acuminata (Lindl.) Heynh., 1846
- Amalia peduncularis (Lindl.) Heynh., 1846
- Laelia pubescens Lem., 1852
- Cattleya acuminata (Lindl.) Beer, 1854
- Cattleya peduncularis (Lindl.) Beer, 1854
- Laelia violacea Rchb.f., 1854
- Bletia acuminata (Lindl.) Rchb.f. in W.G.Walpers, 1862
- Bletia peduncularis (Lindl.) Rchb.f. in W.G.Walpers, 1862
- Bletia violacea (Rchb.f.) Rchb.f. in W.G.Walpers, 1862
- Laelia inconspicua H.G.Jones, 1974
- Laelia rubescens f. peduncularis (Lindl.) Halb., 1993

## Природныевариации
- Laelia rubescens var. alba
- Laelia rubescens var. aurea
- Laelia rubescens var. semi-alba

## Биологическое описание
Симподиальные растения средних размеров.
Псевдобульбы уплощенные, овальные, блестящие, морщинистые, однолистные, реже двулистные, располагаются плотной группой.
Листья жесткие, удлиненно-ланцетные, 10—15 см длиной.
Цветонос до 90 см в высоту, несет 3—7 цветков.
Цветки ароматные, белые или розовато-сиреневые, 4—7 см в диаметре.

## Ареал, экологические особенности
От Мексики до Коста-Рики, Никарагуа и Бразилии.
Эпифиты, реже литофиты.
Лиственные леса, на высоте от уровня моря до 1700 метров над уровнем моря с высокой интенсивностью солнечного света, большим суточным перепадом температур и продолжительным засушливым периодом.
Некоторые места сборов гербарных образцов:
- Коста-Рика (провинция Гуанакасте (Bagaces, La Cruz, Nicoya)) на высотах от 0 (10°20’45"N\085°20’40"W) до 300 (10°51’36"N\085°42’36"W) метров над уровнем моря.
- Сальвадор (Ahuachapan, Chalatenango, San Salvador) на высотах от 150 (10°10’12"N\085°22’12"W) до 1000 метров над уровнем моря.
- Гватемала (Izabal) 15°39’33"N\015°00’06"W.
- Гондурас (Чолутека, Копан (San Juan de Opoa)) на высотах от 65 (13°20’00"N\087°08’00"W) до 500 (14°46’53"N\088°40’49"W) метров над уровнем моря.
- Мексика (Chiapas (Ocozocoautla de Espinosa), Guerrero, Jalisco, Michoacan (Coalcoman), Tabasco (Balancan)) на высотах от 32 до 900 метров над уровнем моря.
- Никарагуа (Chinandega, Chontales, Estelí, Leon, Madriz, Masaya, Nueva Segovia, Río San Juan, Rivas) на высотах от 5-10 (12°32’00"N\087°10’00"W) до 1000 (13°23’00"N\086°16’00"W) метров над уровнем моря.
- Панама (Chiriqui).

Климат по данным метеорологической станций Los Andes в 65.21 км от Ahuachapan (Сальвадор).

Шир.:13.53 Долг. or Долгота :-89.39 Высота: n/a. 

Среднемесячные минимальные температуры от 11,2 °C до 14,6 °C, максимальные — от 18,9 °C до 23,3 °C. С ноября по апрель сухой сезон (средмемесячное количество осадков от 5—64 мм). С мая по октябрь — влажный сезон (средмемесячное количество осадков от 208—452 мм).

## В культуре

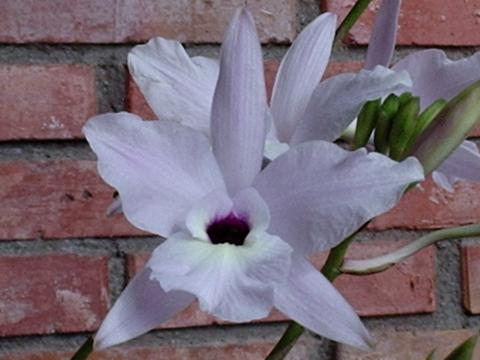
Laelia rubescens

Температурная группа — умеренная. 
Днем 21—24 °C, ночью 10—16°С.
Этот вид лучше растет на блоке из коры пробкового дуба. Возможна посадка в горшок или корзинку для эпифитов с субстратом из сосновой коры средней или крупной фракции. 
 Субстрат после полива должен полностью просыхать. Для полива лучше использовать воду прошедшую очистку методом обратного осмоса.

После цветения наступает период покоя, во время которого растение практически не поливают и содержат при более низких температурах. 

Относительная влажность воздуха 50—70 %. 

Освещение: 10—15 кЛк. 
Подкормки только в период вегетации комплексным удобрением для орхидей в минимальной концентрации 1—3 раза в месяц.

## Искусственныегибриды(грексы)
По данным The International Orchid Register.
- Laelia Pierre Bertaux — L. superbiens × L. rubescens, Jard.Luxembourg 2008
- Laelia Tropical Mojo — L. moyobambae × L. rubescens, E.Merkle(O/U) 2007
- Lawrenceara Ruby Fireball — L. rubescens × Gsl. [Lc.] Fires of Spring, D.Bennett (O/U) 2008
- Schombolaelia Pink Eye — L. rubescens × Schom. wendlandii, Hoosier(O/U) 2003
- Laeliocattleya Kitti Bes — C. Kittiwake × L. rubescens, J.Hermo(O/U) 2004
- Laelonia Joyce Hylton — Bro. negrilensis × L. rubescens, Claude Hamilton 2006